# Новий Двур (Квідзинський повіт)
Новий Двур (пол. Nowy Dwór, нім. Neuhöfen) — село в Польщі, у гміні Квідзин Квідзинського повіту Поморського воєводства.
Населення — 363 особи (2011).
У 1975-1998 роках село належало до Ельблонзького воєводства.

## Демографія
Демографічна структура станом на 31 березня 2011 року:
|          | Загалом | Допрацездатний вік | Працездатний вік | Постпрацездатний вік |
| -------- | ------- | ------------------ | ---------------- | -------------------- |
| Чоловіки | 182     | 41                 | 132              | 9                    |
| Жінки    | 181     | 29                 | 123              | 29                   |
| Разом    | 363     | 70                 | 255              | 38                   |